# Prenanthes purpurea
La lattuga montana (nome scientifico Prenanthes purpurea L., 1753) è una specie di pianta angiosperma dicotiledone della famiglia delle Asteraceae.

## Etimologia
Il nome del genere (Prenanthes) deriva dall'unione di due parole greche: "prenes" ( = inclinato, prostrato, con la faccia o il capo rivolto verso il basso) e "anthos" ( = fiore) e fa riferimento al particolare portamento "pendente" dei fiori di questa specie. L'epiteto specifico (purpurea) fa riferimento al colore delle sue corolle.

Il binomio scientifico della pianta di questa voce è stato proposto da Carl von Linné (1707 – 1778) biologo e scrittore svedese, considerato il padre della moderna classificazione scientifica degli organismi viventi, nella pubblicazione "Species Plantarum - 2: 797" del 1753.

## Descrizione

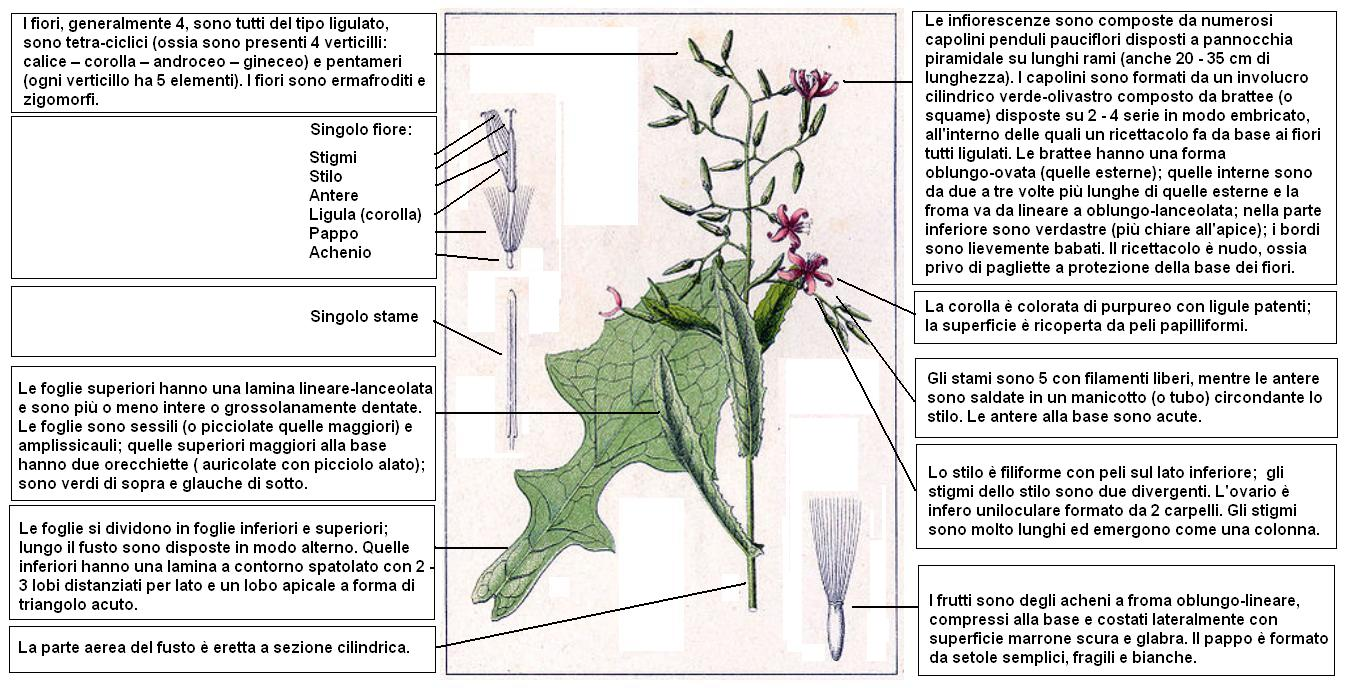
Descrizione delle parti della pianta

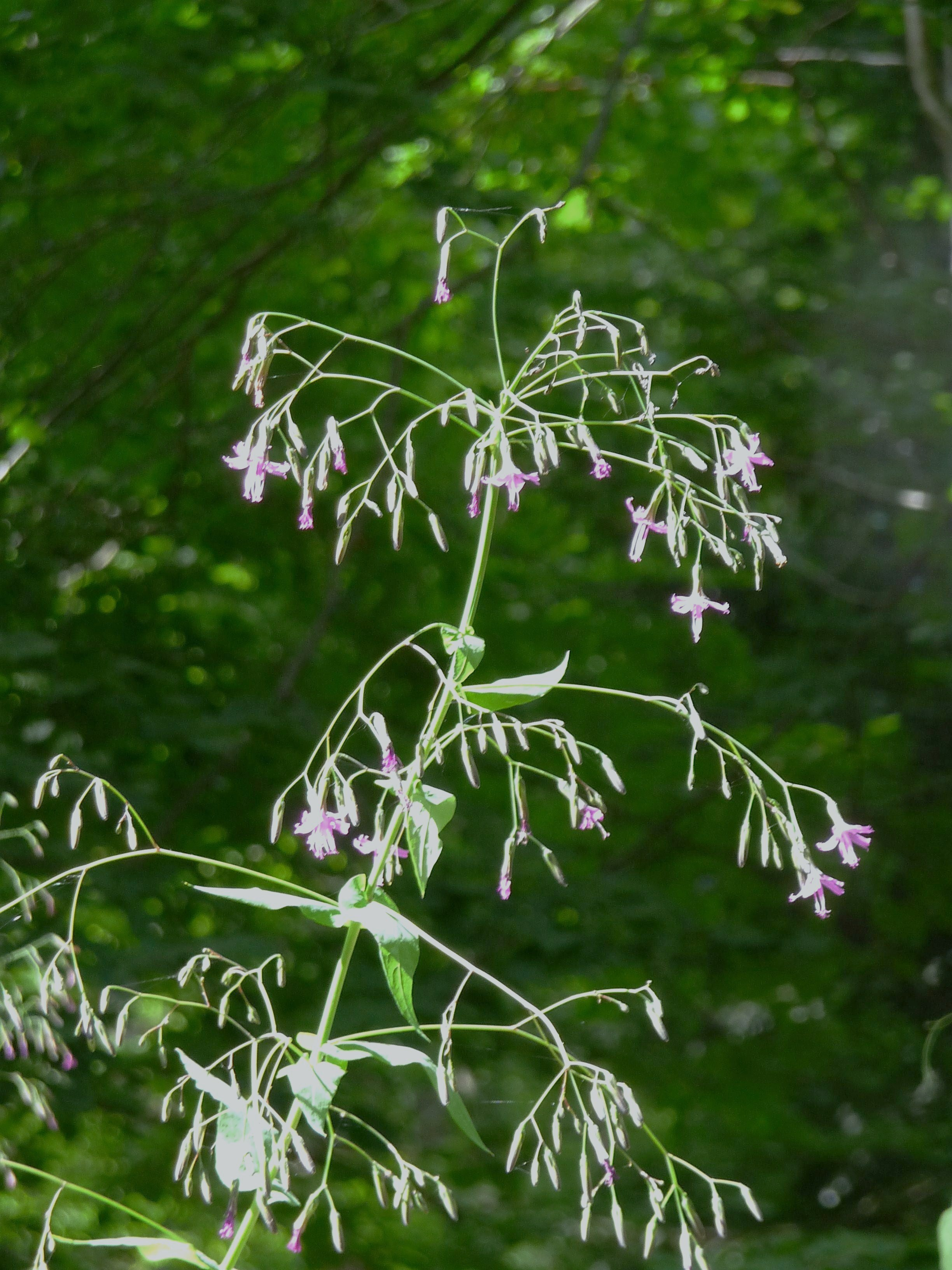
Il portamento

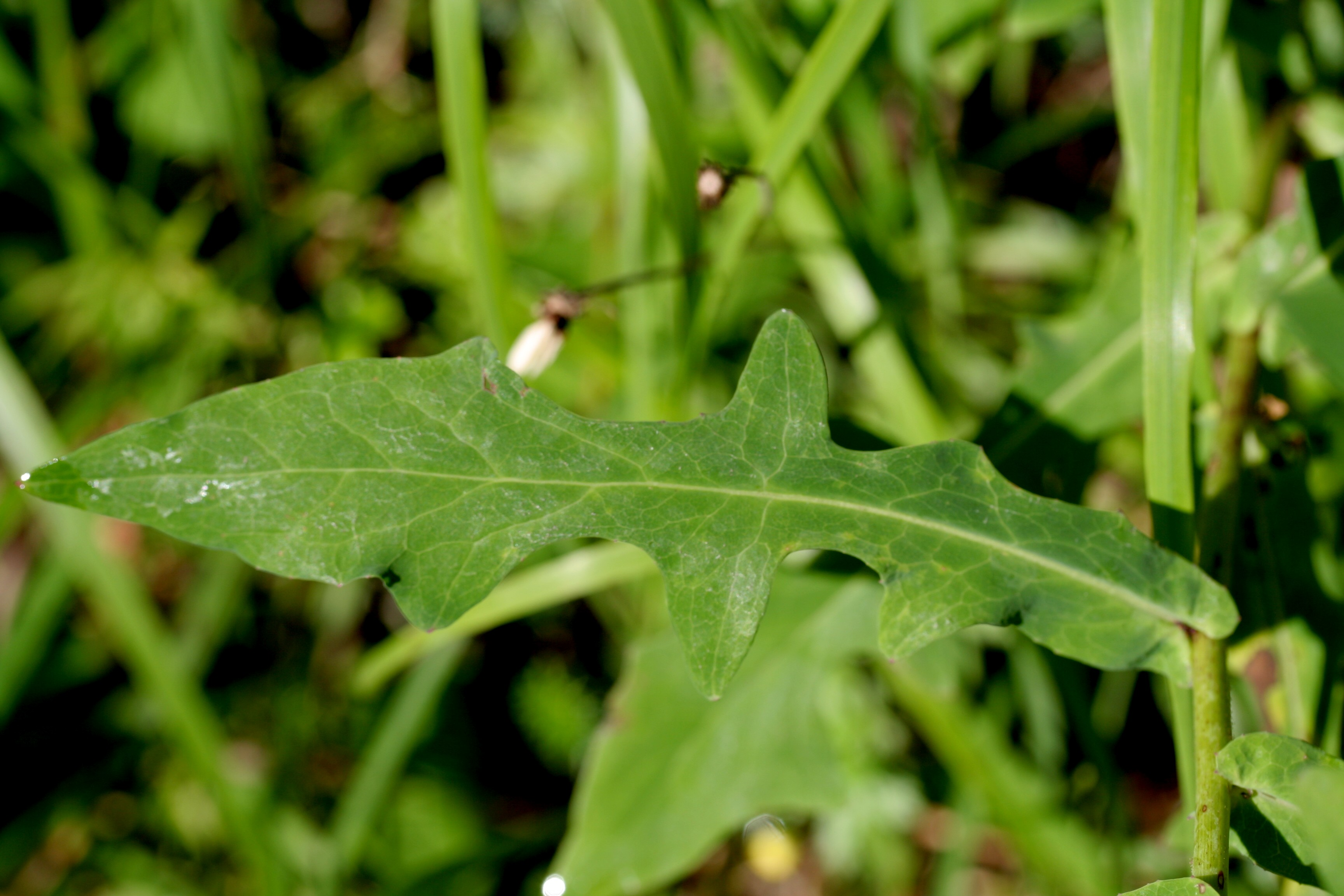
La foglia

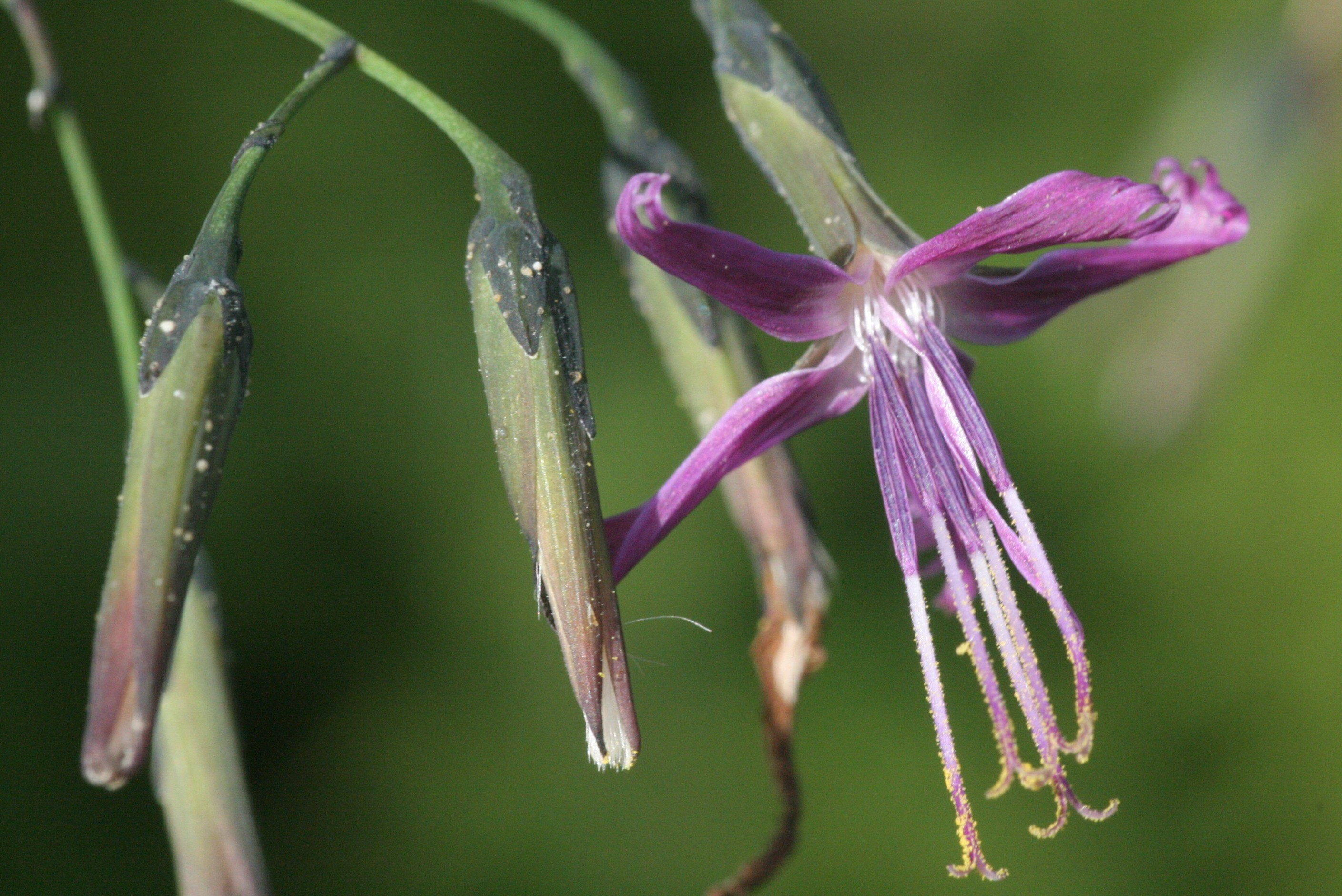
Il capolino

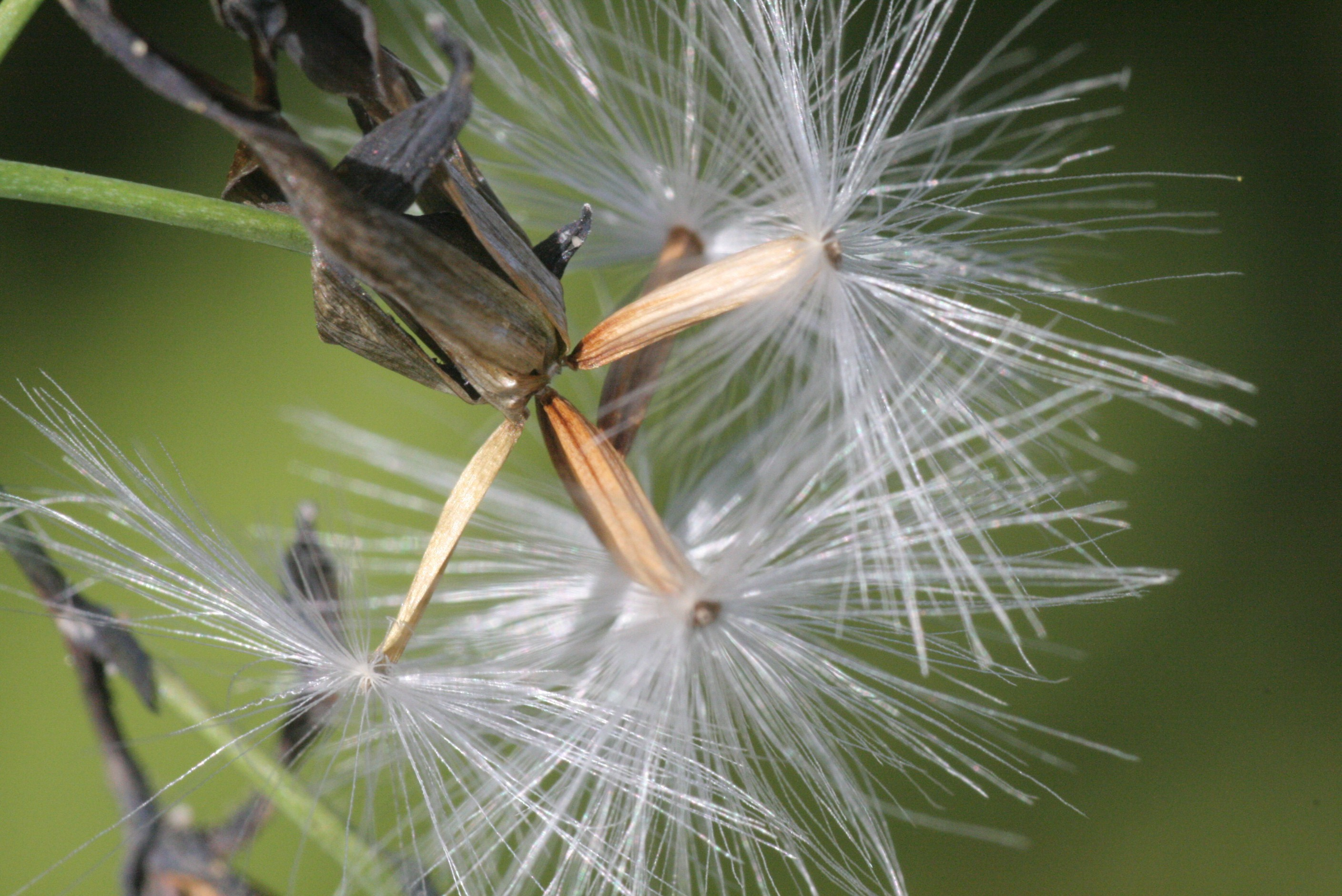
Achenio con pappo

Habitus. La forma biologica è emicriptofita scaposa (H scap), ossia sono piante erbacee, a ciclo biologico perenne, con gemme svernanti al livello del suolo e protette dalla lettiera o dalla neve e sono dotate di un asse fiorale eretto e spesso privo di foglie. Tutta la pianta è glabra ed ha una colorazione glauca.
Fusto. La parte aerea del fusto è eretta a sezione cilindrica. I rami sono patenti. Le radici sono dei rizomi sottili in parte lignificati. Queste piante raggiungono un'altezza compresa tra 2,5 - 15 dm.
Foglie. Le foglie si dividono in foglie inferiori e superiori; lungo il fusto sono disposte in modo alterno. Quelle inferiori hanno una lamina a contorno spatolato con 2 - 3 lobi distanziati per lato e un lobo apicale a forma di triangolo acuto. Le foglie superiori hanno una lamina lineare-lanceolata e sono più o meno intere o grossolanamente dentate. Le foglie sono sessili (o picciolate quelle maggiori) e amplissicauli; quelle superiori maggiori alla base hanno due orecchiette (auricolate con picciolo alato); sono verdi di sopra e glauche di sotto. Dimensione delle foglie inferiori: larghezza 3 – 6 cm; lunghezza 8 – 15 cm. Dimensione dei lobi laterali delle foglie inferiori:  larghezza 1 cm; lunghezza 3 cm. Dimensione del lobo apicale delle foglie inferiori:  larghezza 5 cm; lunghezza 7 cm.
Infiorescenza. Le infiorescenze sono composte da numerosi capolini penduli pauciflori disposti a pannocchia piramidale su lunghi rami (anche 20 – 35 cm di lunghezza). I capolini sono formati da un involucro cilindrico verde-olivastro composto da brattee (o squame) disposte su 2 - 4 serie in modo embricato, all'interno delle quali un ricettacolo fa da base ai fiori tutti ligulati. Le brattee hanno una forma oblungo-ovata (quelle esterne); quelle interne sono da due a tre volte più lunghe di quelle esterne e la forma va da lineare a oblungo-lanceolata; nella parte inferiore sono verdastre (più chiare all'apice); i bordi sono lievemente barbati. Il ricettacolo è nudo, ossia privo di pagliette a protezione della base dei fiori. Dimensione dell'involucro: larghezza 2 – 3 mm; lunghezza 10 – 15 mm. Dimensione del capolino: 15 – 20 mm.
Fiore. I fiori, generalmente 4 (o 5), sono tutti del tipo ligulato (il tipo tubuloso, i fiori del disco, presente nella maggioranza delle Asteraceae, qui è assente), sono tetra-ciclici (ossia sono presenti 4 verticilli: calice – corolla – androceo – gineceo) e pentameri (ogni verticillo ha 5 elementi). I fiori sono ermafroditi e zigomorfi.
- Formula fiorale:

*/x K {\displaystyle \infty }, [C (5), A (5)], G 2 (infero), achenio
- Calice: i sepali del calice sono ridotti ad una coroncina di squame.
- Corolla:  la corolla è formata da una ligula terminante con 5 denti; la corolla è colorata di purpureo con ligule patenti; la superficie è ricoperta da peli papilliformi. Lunghezza dei fiori: 20 mm; dimensione delle ligule: larghezza 2 mm; lunghezza 8 mm.
- Androceo: gli stami sono 5 con filamenti liberi, mentre le antere sono saldate in un manicotto (o tubo) circondante lo stilo.[15] Le antere alla base sono acute. Il polline è tricolporato.[16]
- Gineceo: lo stilo è filiforme con peli sul lato inferiore;  gli stigmi dello stilo sono due divergenti. L'ovario è infero uniloculare formato da 2 carpelli. Gli stigmi sono molto lunghi ed emergono come una colonna.
- Fioritura: da giugno a settembre.

Frutti. I frutti sono degli acheni a forma oblungo-lineare, compressi alla base e costati lateralmente con superficie marrone scura e glabra. Il pappo è formato da setole semplici, fragili e bianche. Dimensione degli acheni: larghezza 1 mm; lunghezza 5 mm. Le setole sono lunghe 7,5 – 8 mm.

## Biologia
- Impollinazione: l'impollinazione avviene tramite insetti (impollinazione entomogama tramite farfalle diurne e notturne).
- Riproduzione: la fecondazione avviene fondamentalmente tramite l'impollinazione dei fiori (vedi sopra).
- Dispersione: i semi (gli acheni) cadendo a terra sono successivamente dispersi soprattutto da insetti tipo formiche (disseminazione mirmecoria). In questo tipo di piante avviene anche un altro tipo di dispersione: zoocoria. Infatti gli uncini delle brattee dell'involucro si agganciano ai peli degli animali di passaggio disperdendo così anche su lunghe distanze i semi della pianta.

## Distribuzione e habitat

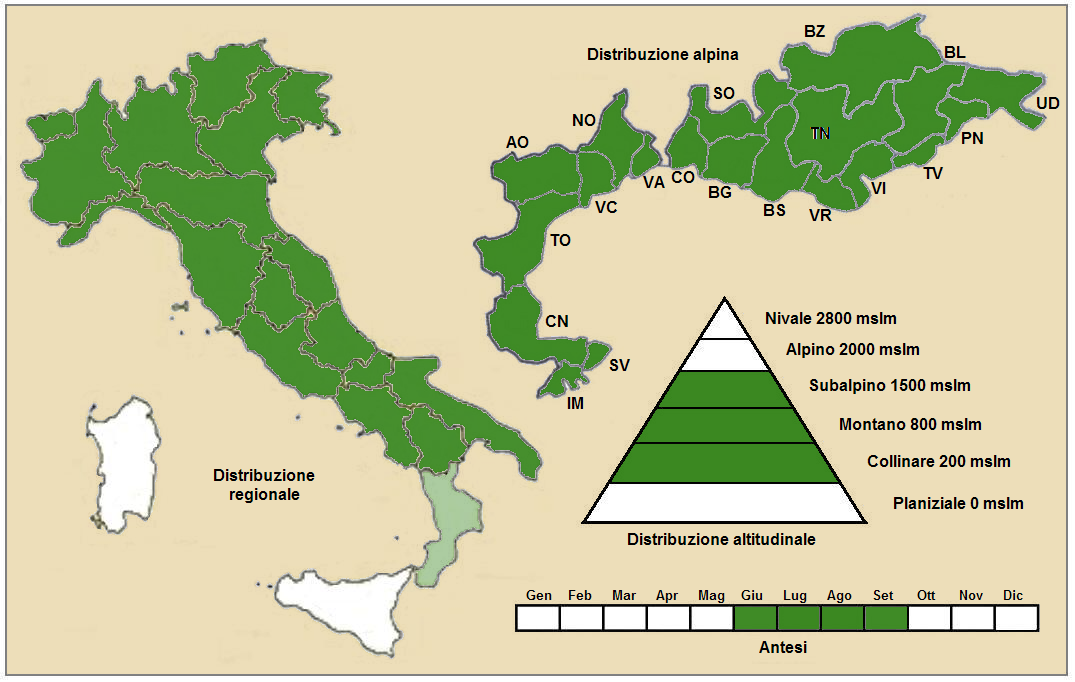
Distribuzione della pianta
(Distribuzione regionale – Distribuzione alpina)

- Geoelemento: il tipo corologico (area di origine) è Europeo - Caucasico.
- Distribuzione: in Italia è una specie relativamente rara e comunque si trova solamente sul continente. Si trova su tutto l'arco alpino e sugli altri rilievi europei. Oltre l'Europa, questa specie è presente nel Vicino oriente (in particolare Transcaucasia e Anatolia).[19]
- Habitat: l'habitat tipico per questa specie sono i boschi montani come le faggete (sia nelle aree chiuse che nelle radure), oppure nelle vallette umide frequentate da alte erbe nitrofile; ma si trova anche nei tagli rasi forestali, nelle schiarite e nelle vie nella foresta, nei bordi dei ruscelli, nei megaforbieti e nei popolamenti a felci.  Il substrato preferito è sia calcareo che siliceo con pH neutro, medi valori nutrizionali del terreno che deve essere mediamente umido.[18]
- Distribuzione altitudinale: sui rilievi queste piante si possono trovare da 100 fino a 2.000 m s.l.m.; frequentano quindi i seguenti piani vegetazionali: collinare, montano e subalpino.

### Fitosociologia
Dal punto di vista fitosociologico Prenanthes purpurea appartiene alla seguente comunità vegetale:
Formazione: comunità forestali
Classe: Carpino-Fagetea
Ordine: Fagetalia sylvaticae

### Areale italiano
Per l'areale completo italiano Prenanthes purpurea appartiene alla seguente comunità vegetale:
Macrotipologia: vegetazione forestale e preforestale
Classe: Querco roboris-Fagetea sylvaticae Br.-Bl. & Vlieger in Vlieger, 1937
Ordine: Fagetalia sylvaticae Pawłowski in Pawłowski, Sokołowski & Wallisch, 1928
Alleanza: Aremonio agrimonioidis-Fagion sylvaticae (Horvat) Borhidi, 1989
Descrizione. L'Aremonio agrimonioidis-Fagion sylvaticae è relativa ai boschi mesofili frequentati in prevalenza dai faggi sia su substrati calcarei sia silicei o marnosi. Le comunità descritte in questa alleanza presentano una grande varietà ecologica a quote diverse (120-150 metri nel caso di boschi mesofili delle pianure alluvionali illiriche; 1.800 metri per le faggete centro-appenniniche e balcaniche). Le precipitazioni annuali sono comprese tra 650-2.000 mm. La distribuzione è dell’Europa orientale e balcanica. In Italia l'alleanza interessa la pianura Padana e l'appennino, spingendosi verso sud fino ai rilievi calcarei dell’Appennino Abruzzese (ma sola a quote alte).
Specie presenti nell'associazione: Fagus sylvatica, Viola reichenbachiana, Sanicula europaea, Cardamine bulbifera, Cicerbita muralis, Cardamine kitaibelii, Ranunculus lanuginosus, Saxifraga rotundifolia, Cardamine enneaphyllos, Epilobium montanum, Geranium nodosum, Festuca heterophylla, Rosa pendulina, Aremonia agrimonioides, Adenostyles glabra, Solidago virgaurea, Prenanthes purpurea, Dactylorhiza maculata, Carex sylvatica, Oxalis acetosella, Hieracium racemosum.
Altre alleanze per questa specie sono:
- Cardamino kitaibelii-Fagenion sylvaticae
- Lamio orvalae-Fagenion
- Luzulo luzuloidis-Fagion sylvaticae
- Chrysanthemo rotundifoliae-Piceenion

## Tassonomia
La famiglia di appartenenza di questa voce (Asteraceae o Compositae, nomen conservandum) probabilmente originaria del Sud America, è la più numerosa del mondo vegetale, comprende oltre 23.000 specie distribuite su 1.535 generi, oppure 22.750 specie e 1.530 generi secondo altre fonti (una delle checklist più aggiornata elenca fino a 1.679 generi). La famiglia attualmente (2021) è divisa in 16 sottofamiglie.

### Filogenesi
Il genere di questa voce appartiene alla sottotribù Lactucinae della tribù Cichorieae (unica tribù della sottofamiglia Cichorioideae). In base ai dati filogenetici la sottofamiglia Cichorioideae è il terz'ultimo gruppo che si è separato dal nucleo delle Asteraceae (gli ultimi due sono Corymbioideae e Asteroideae). La sottotribù Lactucinae fa parte del "quarto" clade della tribù; in questo clade è in posizione "basale" vicina alla sottotribù Hyoseridinae.
La struttura filogenetica della sottotribù è ancora in fase di studio e completamento. Provvisoriamente è stata suddivisa in 10 lignaggi. Il genere di questa voce appartiene al "Prenanthes lineage".
Nella descrizione tradizionale (con una decina di specie) il genere Prenanthes è sicuramente polifiletico. In passato questo genere ha raccolto al suo interno un certo numero di elementi del tutto estranei fra di loro. Studi filogenetici di tipo molecolari hanno messo un po' d'ordine nel genere, per cui la sua circoscrizione è stata notevolmente ridotta (da 30 specie al numero attuale). Questo spiega la migrazione di diverse sue ex-specie in altri gruppi: nella sottotribù Crepidinae (con il genere Nabalus), nella sottotribù Lactucinae (con i generi Cicerbita, Lactuca e Notoseris) e nella sottotribù Cichoriinae (genere Erythroseris). Anche l'attuale circoscrizione non è ancora consolidata (sono presenti ancora degli elementi estranei o non correttamente posizionati).
I caratteri distintivi per la specie di questa voce sono:
- i fiori sono pochi per capolino;
- i fiori sono nutanti;
- il pappo è bianco;
- gli acheni non sono (o sono poco) compressi;
- le coste degli acheni sono 4 - 5.

Il numero cromosomico di P. purpurea è: 2n = 18.

### Sinonimi
Questa entità ha avuto nel tempo diverse nomenclature. L'elenco seguente indica alcuni tra i sinonimi più frequenti:
- Chondrilla purpurea Lam.
- Chondrilla tenuifolia  Lam.
- Hieracium prenanthes  E.H.L.Krause
- Hylethale purpurea  Link
- Prenanthes amplexicaulis  Mill.
- Prenanthes tenuifolia  L.
- Prenanthes wolfiana  Schur

## Altre notizie
La lattuga montana in altre lingue è chiamata nei seguenti modi:
- (DE)  Hasenlattich, Purpurlattich
- (FR)  Prénanthe pourpre
- (EN)  Purple Rattlesnake-root